# Toufik Chaïb
Pour les articles homonymes, voir Chaïb.
Toufik Chaïb est un footballeur international algérien né le 16 janvier 1984 à Oran. Il évoluait au poste d'attaquant.

## Palmarès
- Finaliste de la Coupe d'Algérie en 2002 avec le MC Oran.
- Accession en Ligue 1 en 2009 avec le MC Oran.